# Праймериз Республиканской партии США (2024)
Президентские праймериз и кокусы Республиканской партии 2024 года — первичные выборные мероприятия партии для отбора делегатов на Национальный съезд, с целью выдвижения единого кандидата на президентских выборах 2024 года. Праймериз состоялись во всех 50 штатах США, округе Колумбия, пяти территориях США с января по июнь 2024 года. 15 ноября 2022 года 45-й президент США Дональд Трамп объявил о начале своей предвыборной кампании. Победив, он стал первым президентом, проигравшим предыдущие выборы, а затем победившим на следующих со времён Гровера Кливленда. Ещё в марте 2022 года Трамп заявил, что в случае избрания бывший вице-президент Майк Пенс не будет в его команде. 12 марта 2024 года Трамп набрал достаточное количество делегатов для повторного выдвижения и был объявлен предварительным номинантом от Республиканской партии.
Губернатор Флориды Рон Десантис первоначально рассматривался в качестве главного конкурента Трампа на выдвижение от Республиканской партии. 24 мая 2023 года Десантис объявил о выдвижении своей кандидатуры в беседе с Илоном Маском. По состоянию на конец июля 2023 года опросы, проводившееся до начала внутрипартийных выборов, показывали, что Трамп пользовался поддержкой 52 процентов республиканцев, а Десантис — 15.
14 февраля 2023 года бывшая губернатор Южной Каролины Никки Хейли, занимавшая пост постоянного представителя США в ООН во время президентства Трампа, выдвинула свою кандидатуру на пост президента. После кокусов в Айове, на которых Трамп одержал уверенную победу, Десантис и бизнесмен Вивек Рамасвами выбыли из гонки и поддержали Трампа. 6 марта 2024 года, одержав одну победу на праймериз из возможных пятнадцати в супервторник, Хейли приостановила свою предвыборную кампанию. Трамп стал единственным оставшимся крупным кандидатом на пост президента от Республиканской партии, что сделало его предполагаемым кандидатом на всеобщих выборах.
15 июля 2024 года Дональд Трамп и Джей Ди Вэнс были официально выдвинуты в качестве кандидатов на пост президента и вице-президента на Национальном съезде Республиканской партии.

## Кандидаты
По состоянию на апрель 2024 года более 400 кандидатов подали заявки в Федеральную избирательную комиссию на выдвижение от Республиканской партии на президентских выборах. В предыдущие электоральные циклы подавляющее число подавших заявки относились к второстепенным кандидатам, которые не были включены в списки для голосования, не осуществляли сбор денежных средств или вовсе не проводили предвыборные кампании.

### Номинант
| Кандидат      | Кандидат | Рождение                       | Деятельность              | Штат    | Кампания Дата выдвижения                       | Делегаты     | Ссылка |
| ------------- | -------- | ------------------------------ | ------------------------- | ------- | ---------------------------------------------- | ------------ | ------ |
| Дональд Трамп |          | 14 июня 1946 (78 лет) Нью-Йорк | Президент США (2017—2021) | Флорида | Кампания15 ноября 2022 Подача документов в ФИК | 2268 из 2377 | [ 16 ] |

### Кандидаты, отозвавшие свою заявку после начала внутрипартийных выборов
| Кандидат        | Кандидат | Рождение                              | Деятельность                                      | Штат           | Кампания Дата выдвижения                | Причина Дата приостановления    | Делегаты   | Ссылка        |
| --------------- | -------- | ------------------------------------- | ------------------------------------------------- | -------------- | --------------------------------------- | ------------------------------- | ---------- | ------------- |
| Рон Десантис    |          | 14 сентября 1978 (46 лет) Джэксонвилл | Губернатор Флориды (с 2019 года)                  | Флорида        | 24 мая 2023 Подача документов в ФИК     | Поддержал Трампа 21 января 2024 | 9 из 2377  | [ 18 ] [ 19 ] |
| Вивек Рамасвами |          | 9 августа 1985 (39 лет) Цинциннати    | Исполнительный директор «Strive Asset Management» | Огайо          | 21 февраля 2023 Подача документов в ФИК | Поддержал Трампа 15 января 2024 | 3 из 2377  | [ 21 ] [ 22 ] |
| Эйса Хатчинсон  |          | 3 декабря 1950 (73 года) Бентонвилл   | Губернатор Арканзаса (2015—2023)                  | Арканзас       | 2 апреля 2023 Подача документов в ФИК   | Поддержал Хейли 16 января 2024  | 0 из 2377  | [ 24 ] [ 25 ] |
| Никки Хейли     |          | 20 января 1972 (52 года) Бамберг      | Постоянный представитель США при ООН (2017—2018)  | Южная Каролина | 14 февраля 2023 Подача документов в ФИК | Поддержала Трампа 6 марта 2024  | 97 из 2377 | [ 27 ] [ 28 ] |

### Кандидаты, отозвавшие свою заявку до начала внутрипартийных выборов
| Кандидат       | Рождение                                | Деятельность                                                  | Штат            | Кампания Дата выдвижения               | Причина Дата приостановления     | Ссылка        |
| -------------- | --------------------------------------- | ------------------------------------------------------------- | --------------- | -------------------------------------- | -------------------------------- | ------------- |
| Дуг Бёргам     | 1 августа 1956 (68 лет) Артур           | Губернатор Северной Дакоты (с 2016 года)                      | Северная Дакота | 7 июня 2023 Подача документов в ФИК    | Поддержал Трампа 4 декабря 2023  | [ 30 ] [ 31 ] |
| Перри Джонсон  | 23 января 1948 (76 лет) Долтон          | Основатель Perry Johnson Registrars, Inc. (с 1994 года)       | Мичиган         | 2 марта 2023 Подача документов в ФИК   | Поддержал Трампа 20 октября 2023 | [ 33 ] [ 34 ] |
| Крис Кристи    | 6 сентября 1962 (62 года) Ньюарк        | Губернатор Нью-Джерси (2010—2018)                             | Нью-Джерси      | 6 июня 2023 Подача документов в ФИК    | 10 января 2024                   | [ 36 ] [ 37 ] |
| Майк Пенс      | 7 июня 1959 (65 лет) Колумбус           | Вице-президент США (2017—2021)                                | Индиана         | 5 июня 2023 Подача документов в ФИК    | 28 октября 2023                  | [ 39 ] [ 40 ] |
| Тим Скотт      | 19 сентября 1965 (59 лет) Норт-Чарлстон | Сенатор от Южной Каролины (с 2013 года)                       | Южная Каролина  | 19 мая 2023 Подача документов в ФИК    | Поддержал Трампа 12 ноября 2023  | [ 42 ] [ 43 ] |
| Фрэнсис Суарес | 6 октября 1977 (47 лет) Майами          | Мэр Майами (с 2017 года)                                      | Флорида         | 14 июня 2023 Подача документов в ФИК   | Поддержал Трампа 29 августа 2023 | [ 45 ] [ 46 ] |
| Уилл Херд      | 19 августа 1977 (47 лет) Сан-Антонио    | Член Палаты представителей от 23-го округа Техаса (2015—2021) | Техас           | 22 июня 2023 Подача документов в ФИК   | Поддержал Хейли 9 октября 2023   | [ 48 ] [ 49 ] |
| Ларри Элдер    | 27 апреля 1952 (72 года) Лос-Анджелес   | Радиоведущий                                                  | Калифорния      | 20 апреля 2023 Подача документов в ФИК | Поддержал Трампа 26 октября 2023 | [ 51 ] [ 52 ] |

## Опросы
| Источник                  | Период             | По состоянию на  | Никки Хейли | Дональд Трамп | Другие/неопределившиеся | Преимущество |
| ------------------------- | ------------------ | ---------------- | ----------- | ------------- | ----------------------- | ------------ |
| 270 to Win                | 5–27 февраля 2024  | 28 февраля 2024  | 15,6%       | 78,3%         | 6,1%                    | 62,7%        |
| Decision Desk HQ/The Hill | – 27 февраля 2024  | 28 февраля 2024  | 17,2%       | 78,7%         | 4,1%                    | 61,5%        |
| FiveThirtyEight           | – 27 февраля 2024  | 28 февраля 2024  | 15,5%       | 76,9%         | 7,6%                    | 61,4%        |
| Race to the WH            | – 23 февраля 2024  | 28 февраля 2024  | 16,1%       | 76,7%         | 7,2%                    | 60,6%        |
| Real Clear Polling        | 13–27 февраля 2024 | 28 февраля 2024  | 14,5%       | 78,7%         | 6,8%                    | 64,2%        |
| Среднее значение          | Среднее значение   | Среднее значение | 15,8%       | 77,9%         | 6,3%                    | 62,1%        |

## Результаты
| Дата                         | Делегаты | Штат                            | Кандидаты (результат)                 | Кандидаты (результат)              | Кандидаты (результат) | Кандидаты (результат)            | Кандидаты (результат)            | Кандидаты (результат)          | Кандидаты (результат)        |                  |                 |
| Дата                         | Делегаты | Штат                            | Дональд Трамп                         | Никки Хейли (снялась)              | Рон Десантис (снялся) | Вивек Рамасвами (снялся)         | Эйса Хатчинсон (снялся)          | Другие                         |                              |                  |                 |
| ---------------------------- | -------- | ------------------------------- | ------------------------------------- | ---------------------------------- | --------------------- | -------------------------------- | -------------------------------- | ------------------------------ | ---------------------------- | ---------------- | --------------- |
| Дата                         | Делегаты | Штат                            | 15 января                             | 40                                 | Айова                 | 51,0% 20 делегатов 56 243 голоса | 19,1% 8 делегатов 21 027 голосов | 21,2% 9 делегатов 23 491 голос | 7,6% 3 делегата 8430 голосов | 0,2% 188 голосов | 0,8% 893 голоса |
| 23 января                    | 22       | Нью-Гэмпшир                     | 54,3% 13 делегатов 176 391 голос      | 43,3% 9 делегатов 140 491 голос    | 0,7% 2241 голос       | 0,3% 833 голоса                  | <0,1% 108 голосов                | 1,3% 4511 голосов              |                              |                  |                 |
| 6 февраля                    | 0        | Невада (праймериз)              | вне бюллетеня                         | 30,6% 24 583 голоса                | вне бюллетеня         | вне бюллетеня                    | вне бюллетеня                    | 69,4% 55 666 голосов           |                              |                  |                 |
| 8 февраля (30)               | 26       | Невада (кокус)                  | 99,1% 26 делегатов 59 982 голоса      | вне бюллетеня                      | вне бюллетеня         | вне бюллетеня                    | вне бюллетеня                    | 0,9% 540 голосов               |                              |                  |                 |
| 8 февраля (30)               | 4        | Американские Виргинские Острова | 74,2% 4 делегата 187 голосов          | 25,8% 65 голосов                   | 0,0% 0 голосов        | 0,0% 0 голосов                   | вне бюллетеня                    | 0,0% 0 голосов                 |                              |                  |                 |
| 24 февраля                   | 50       | Южная Каролина                  | 59,8% 47 делегатов 452 496 голосов    | 39,5% 3 делегата 299 084 голоса    | 0,4% 2953 голоса      | 0,1% 726 голосов                 | вне бюллетеня                    | 0,2% 1547 голосов              |                              |                  |                 |
| 27 февраля                   | 16       | Мичиган (праймериз)             | 68,1% 12 делегатов 761 163 голоса     | 26,6% 4 делегата 297 124 голоса    | 1,2% 13 456 голосов   | 0,3% 3702 голоса                 | 0,1% 1077 голосов                | 3,7% 40 791 голос              |                              |                  |                 |
| 2 марта (125)                | 39       | Мичиган (кокус)                 | 97,8% 39 делегатов 1575 голосов       | 2,2% 36 голосов                    | вне бюллетеня         | вне бюллетеня                    | вне бюллетеня                    | вне бюллетеня                  |                              |                  |                 |
| 2 марта (125)                | 32       | Айдахо                          | 84,9% 32 делегата 33 603 голоса       | 13,2% 5221 голос                   | 1,3% 534 голоса       | 0,2% 95 голосов                  | вне бюллетеня                    | 0,3% 131 голос                 |                              |                  |                 |
| 2 марта (125)                | 54       | Миссури                         | — 54 делегата 924 делегатов штата     | 0,0% 0 делегатов штата             | вне бюллетеня         | вне бюллетеня                    | вне бюллетеня                    | 0,0% 0 делегатов штата         |                              |                  |                 |
| 1–3 марта                    | 19       | Вашингтон                       | 33,3% 676 голосов                     | 62,8% 19 делегатов 1274 голоса     | 1,9% 38 голосов       | 0,7% 15 голосов                  | вне бюллетеня                    | 1,3% 27 голосов                |                              |                  |                 |
| 4 марта                      | 29       | Северная Дакота                 | 84,4% 29 делегатов 1632 голоса        | 14,1% 273 голоса                   | вне бюллетеня         | вне бюллетеня                    | вне бюллетеня                    | 1,5% 28 голосов                |                              |                  |                 |
| 5 марта (Супервторник) (864) | 50       | Алабама                         | 83,2% 50 делегатов 499 147 голосов    | 13,0% 77 989 голосов               | 1,4% 8452 голоса      | 0,3% 1864 голоса                 | вне бюллетеня                    | 2,0% 12 510 голосов            |                              |                  |                 |
| 5 марта (Супервторник) (864) | 29       | Аляска                          | 87,6% 29 делегатов 9243 голоса        | 12,0% 1266 голосов                 | вне бюллетеня         | 0,4% 45 голосов                  | вне бюллетеня                    | вне бюллетеня                  |                              |                  |                 |
| 5 марта (Супервторник) (864) | 40       | Арканзас                        | 76,9% 39 делегатов 204 898 голосов    | 18,4% 1 делегат 49 085 голосов     | 1,2% 3162 голоса      | 0,3% 860 голосов                 | 2,8% 7377 голосов                | 0,4% 1091 голос                |                              |                  |                 |
| 5 марта (Супервторник) (864) | 169      | Калифорния                      | 79,3% 169 делегатов 1 962 905 голосов | 17,4% 431 876 голосов              | 1,4% 35 717 голосов   | 0,5% 11 113 голосов              | 0,1% 3336 голосов                | 1,2% 31 949 голосов            |                              |                  |                 |
| 5 марта (Супервторник) (864) | 36       | Колорадо                        | 63,5% 24 делегата 555 863 голоса      | 33,3% 12 делегатов 291 615 голосов | 1,4% 12 672 голоса    | 0,6% 5113 голосов                | 0,1% 1269 голосов                | 1,1% 9408 голосов              |                              |                  |                 |
| 5 марта (Супервторник) (864) | 20       | Мэн                             | 71,9% 20 делегатов 79 034 голоса      | 25,4% 27 912 голосов               | 1,1% 1191 голос       | 0,4% 440 голосов                 | вне бюллетеня                    | 1,2% 1321 голос                |                              |                  |                 |
| 5 марта (Супервторник) (864) | 40       | Массачусетс                     | 59,8% 40 делегатов 343 189 голосов    | 36,8% 211 440 голосов              | 0,7% 3981 голос       | 0,3% 1738 голосов                | 0,1% 527 голосов                 | 2,7% 15 375 голосов            |                              |                  |                 |
| 5 марта (Супервторник) (864) | 39       | Миннесота                       | 69,1% 27 делегатов 232 846 голосов    | 28,8% 12 делегатов 97 182 голоса   | 1,2% 4085 голосов     | 0,4% 1470 голосов                | вне бюллетеня                    | 0,4% 1431 голос                |                              |                  |                 |
| 5 марта (Супервторник) (864) | 74       | Северная Каролина               | 73,8% 62 делегата 793 978 голосов     | 23,3% 12 делегатов 250 838 голосов | 1,4% 14 740 голосов   | 0,3% 3418 голосов                | 0,1% 727 голосов                 | 1,1% 11 530 голосов            |                              |                  |                 |
| 5 марта (Супервторник) (864) | 43       | Оклахома                        | 81,8% 43 делегата 254 928 голосов     | 15,9% 49 406 голосов               | 1,3% 3946 голосов     | 0,3% 1022 голоса                 | 0,1% 431 голос                   | 0,6% 1795 голосов              |                              |                  |                 |
| 5 марта (Супервторник) (864) | 58       | Теннесси                        | 77,3% 58 делегатов 446 850 голосов    | 19,5% 112 958 голосов              | 1,4% 7947 голосов     | 0,3% 1714 голосов                | 0,1% 533 голоса                  | 1,3% 7841 голос                |                              |                  |                 |
| 5 марта (Супервторник) (864) | 161      | Техас                           | 77,8% 161 делегат 1 808 269 голосов   | 17,5% 405 472 голоса               | 1,6% 36 302 голоса    | 0,5% 10 582 голоса               | 0,1% 2964 голоса                 | 2,5% 59 430 голосов            |                              |                  |                 |
| 5 марта (Супервторник) (864) | 40       | Юта                             | 56,4% 40 делегатов 48 350 голосов     | 42,7% 36 621 голос                 | 0,0% 0 голосов        | 0,0% 0 голосов                   | 0,0% 0 голосов                   | 1,0% 826 голосов               |                              |                  |                 |
| 5 марта (Супервторник) (864) | 17       | Вермонт                         | 45,1% 8 делегатов 33 162 голоса       | 49,3% 9 делегатов 36 241 голос     | 1,3% 949 голосов      | 0,7% 546 голосов                 | вне бюллетеня                    | 3,6% 2589 голосов              |                              |                  |                 |
| 5 марта (Супервторник) (864) | 48       | Виргиния                        | 63,0% 42 делегата 440 416 голосов     | 35,0% 6 делегатов 245 586 голосов  | 1,1% 7794 голоса      | 0,4% 2503 голоса                 | вне бюллетеня                    | 0,6% 4237 голосов              |                              |                  |                 |
| 8 марта                      | 9        | Американское Самоа              | 100,0% 9 делегатов 110 голосов        | 0,0% 0 голосов                     | вне бюллетеня         | 0,0% 0 голосов                   | 0,0% 0 голосов                   | 0,0% 0 голосов                 |                              |                  |                 |
| 12 марта (161)               | 59       | Джорджия                        | 84,5% 59 делегатов 497 594 голоса     | 13,2% 77 902 голоса                | 1,3% 7457 голосов     | 0,2% 1244 голоса                 | 0,1% 383 голоса                  | 0,8% 4367 голосов              |                              |                  |                 |
| 12 марта (161)               | 19       | Гавайи                          | 97,1% 19 делегатов 4348 голосов       | 1,5% 68 голосов                    | 0,6% 25 голосов       | 0,6% 26 голосов                  | вне бюллетеня                    | 0,2% 12 голосов                |                              |                  |                 |
| 12 марта (161)               | 40       | Миссисипи                       | 92,5% 40 делегатов 229 198 голосов    | 5,4% 13 437 голосов                | 1,6% 4042 голоса      | 0,4% 1096 голосов                | вне бюллетеня                    | вне бюллетеня                  |                              |                  |                 |
| 12 марта (161)               | 43       | Вашингтон                       | 76,4% 43 делегата 601 070 голосов     | 19,3% 151 485 голосов              | 2,3% 17 870 голосов   | 0,9% 7318 голосов                | вне бюллетеня                    | 1,1% 8702 голоса               |                              |                  |                 |
| 15 марта                     | 9        | Северные Марианские Острова     | 90,1% 9 делегатов 319 голосов         | 9,9% 35 голосов                    | вне бюллетеня         | вне бюллетеня                    | вне бюллетеня                    | вне бюллетеня                  |                              |                  |                 |
| 16 марта                     | 9        | Гуам                            | 100% 9 делегатов 178 голосов          | 0,0% 0 голосов                     | вне бюллетеня         | вне бюллетеня                    | вне бюллетеня                    | 0,0% 0 голосов                 |                              |                  |                 |
| 19 марта (350)               | 43       | Аризона                         | 78,8% 43 делегата 492 299 голосов     | 17,8% 110 966 голосов              | 1,6% 10 131 голос     | 0,4% 2479 голосов                | 0,1% 714 голосов                 | 1,2% 7799 голосов              |                              |                  |                 |
| 19 марта (350)               | 125      | Флорида                         | 81,2% 125 делегатов 911 424 голоса    | 13,9% 155 560 голосов              | 3,7% 41 269 голосов   | 0,3% 2850 голосов                | 0,1% 1190 голосов                | 0,9% 10 338 голосов            |                              |                  |                 |
| 19 марта (350)               | 64       | Иллинойс                        | 80,5% 64 делегата 479 556 голосов     | 14,5% 86 278 голосов               | 2,9% 16 990 голосов   | вне бюллетеня                    | вне бюллетеня                    | 2,1% 12 872 голоса             |                              |                  |                 |
| 19 марта (350)               | 39       | Канзас                          | 75,5% 39 делегатов 72 115 голосов     | 16,1% 15 339 голосов               | 2,7% 2543 голоса      | вне бюллетеня                    | вне бюллетеня                    | 5,7% 5490 голосов              |                              |                  |                 |
| 19 марта (350)               | 79       | Огайо                           | 79,2% 79 делегатов 896 059 голосов    | 14,4% 162 563 голоса               | 3,4% 38 089 голосов   | 1,3% 14 450 голосов              | вне бюллетеня                    | 1,8% 20 027 голосов            |                              |                  |                 |
| 23 марта                     | 47       | Луизиана                        | 89,8% 47 делегатов 172 503 голоса     | 6,8% 13 123 голоса                 | 1,6% 3022 голоса      | 0,3% 595 голосов                 | 0,3% 519 голосов                 | 1,3% 2406 голосов              |                              |                  |                 |
| 2 апреля (195)               | 28       | Коннектикут                     | 77,9% 28 делегатов 34 750 голосов     | 14,0% 6229 голосов                 | 2,9% 1289 голосов     | вне бюллетеня                    | вне бюллетеня                    | 5,2% 2350 голосов              |                              |                  |                 |
| 2 апреля (195)               | 16       | Делавэр                         | — 16 делегатов                        | вне бюллетеня                      | вне бюллетеня         | вне бюллетеня                    | вне бюллетеня                    | вне бюллетеня                  |                              |                  |                 |
| 2 апреля (195)               | 91       | Нью-Йорк                        | 81,2% 91 делегат 132 698 голосов      | 12,9% 21 145 голосов               | вне бюллетеня         | 1,0% 1667 голосов                | вне бюллетеня                    | 4,9% 7990 голосов              |                              |                  |                 |
| 2 апреля (195)               | 19       | Род-Айленд                      | 84,5% 17 делегатов 10 898 голосов     | 10,6% 2 делегата 1371 голос        | 1,4% 178 голосов      | 0,3% 40 голосов                  | вне бюллетеня                    | 3,2% 411 голосов               |                              |                  |                 |
| 2 апреля (195)               | 41       | Висконсин                       | 79,2% 41 делегат 477 103 голоса       | 12,8% 76 841 голос                 | 3,3% 20 124 голоса    | 0,9% 5200 голосов                | вне бюллетеня                    | 3,8% 22,828 votes              |                              |                  |                 |
| 18–20 апреля                 | 29       | Вайоминг                        | 100% 29 делегатов                     | вне бюллетеня                      | вне бюллетеня         | вне бюллетеня                    | вне бюллетеня                    | вне бюллетеня                  |                              |                  |                 |
| 21 апреля                    | 23       | Пуэрто-Рико                     | 96,2% 23 делегата 992 голоса          | вне бюллетеня                      | вне бюллетеня         | вне бюллетеня                    | вне бюллетеня                    | 3,8% 39 голосов                |                              |                  |                 |
| 23 апреля                    | 64       | Пенсильвания                    | 82,8% 64 делегата 790 662 голоса      | 16,5% 157 222 голоса               | вне бюллетеня         | вне бюллетеня                    | вне бюллетеня                    | 0,7% 6677 голосов              |                              |                  |                 |
| 7 мая                        | 58       | Индиана                         | 78,3% 58 делегатов 464 399 голосов    | 21,7% 128 812 голосов              | вне бюллетеня         | вне бюллетеня                    | вне бюллетеня                    | вне бюллетеня                  |                              |                  |                 |
| 14 мая (105)                 | 37       | Мэриленд                        | 77,3% 37 делегатов 220 493 голоса     | 22,7% 64 592 голоса                | вне бюллетеня         | вне бюллетеня                    | вне бюллетеня                    | вне бюллетеня                  |                              |                  |                 |
| 14 мая (105)                 | 36       | Небраска                        | 79,9% 36 делегатов 167 864 голоса     | 18,2% 38 257 голосов               | вне бюллетеня         | вне бюллетеня                    | вне бюллетеня                    | 1.9% 3907 голосов              |                              |                  |                 |
| 14 мая (105)                 | 32       | Западная Виргиния               | 88,4% 32 делегата 199 497 голосов     | 9,4% 21 231 голос                  | вне бюллетеня         | вне бюллетеня                    | вне бюллетеня                    | 2,2% 4975 голосов              |                              |                  |                 |
| 21 мая (77)                  | 46       | Кентукки                        | 85,0% 46 делегатов 215 044 голоса     | 6,4% 16 232 голоса                 | 3,1% 7803 голоса      | 0,7% 1640 голосов                | вне бюллетеня                    | 4,9% 12 345 голосов            |                              |                  |                 |
| 21 мая (77)                  | 31       | Орегон                          | 91,6% 31 делегат 293 425 голосов      | вне бюллетеня                      | вне бюллетеня         | вне бюллетеня                    | вне бюллетеня                    | 8,4% 27 043 голоса             |                              |                  |                 |
| 4 июня (46)                  | 0        | Монтана                         | 90,9% 0 делегатов 165 678 голосов     | вне бюллетеня                      | вне бюллетеня         | вне бюллетеня                    | вне бюллетеня                    | 9,1% 16 570 голосов            |                              |                  |                 |
| 4 июня (46)                  | 12       | Нью-Джерси                      | — 12 делегатов                        | вне бюллетеня                      | вне бюллетеня         | вне бюллетеня                    | вне бюллетеня                    | вне бюллетеня                  |                              |                  |                 |
| 4 июня (46)                  | 5        | Нью-Мексико                     | 84,5% 5 делегатов 78 999 голосов      | 8,6% 8054 голоса                   | вне бюллетеня         | 0,9% 886 голосов                 | вне бюллетеня                    | 5,9% 5558 голосов              |                              |                  |                 |
| 4 июня (46)                  | 29       | Южная Дакота                    | — 29 делегатов                        | вне бюллетеня                      | вне бюллетеня         | вне бюллетеня                    | вне бюллетеня                    | вне бюллетеня                  |                              |                  |                 |
| Всего                        | 2377     | [ 54 ]                          | 2268 делегатов                        | 97 делегатов                       | 9 делегатов           | 3 делегата                       | 0 делегатов                      | 0 делегатов                    |                              |                  |                 |